# DoLuv2LuvU
DoLuv2LuvU is een single van Ilse DeLange, uitgebracht op 21 november 2011. 
De single zou figureren als de leadsingle van haar toen aankomende studioalbum, waarvoor de zangeres een samenwerking was aangegaan met producer Matthew Wilder. Wegens het overlijden van DeLanges vader en het opschuiven van werkzaamheden werd het album uiteindelijk afgelast. De zangeres bleek na het rouwproces rondom de dood van haar vader zich niet meer te kunnen vinden in de sound van haar nieuwste plaat en maakte uiteindelijk een album die qua stijl en geluid dichter bij haar gevoel lag. Dat album werd Eye of the hurricane en verscheen in september 2012.
Het nummer werd in 2011 uitgeroepen tot een 3FM Megahit. De single behaalde de 14e positie in de Nederlandse Top 40. Het lied werd door 3FM gebruikt als themalied van 3FM Serious Request in 2011.

## Hitnotering
| Single met eventuele hitnotering(en) in de Nederlandse Top 40 | Datum van verschijnen | Datum van binnenkomst | Hoogste positie | Aantal weken | Opmerkingen                 |
| ------------------------------------------------------------- | --------------------- | --------------------- | --------------- | ------------ | --------------------------- |
| Doluv2luvu                                                    | 05-11-2011            | 03-12-2011            | 14              | 7            | Nr. 14 in de Single Top 100 |